# Special Olympics Uruguay
Special Olympics Uruguay (englisch: Special Olympics Uruguay) ist der uruguayische Verband von Special Olympics International, der weltweit größten Sportbewegung für Menschen mit geistiger Beeinträchtigung und Mehrfachbeeinträchtigung. Ziel ist die sportliche Förderung dieser Personengruppe und die Sensibilisierung der Gesellschaft für sie. Außerdem betreut der Verband die uruguayischen Athletinnen und Athleten bei den Special Olympics Wettbewerben.

## Geschichte
Special Olympics Uruguay wurde mit Sitz in Montevideo gegründet.

## Aktivitäten
2015 waren 14.030 Athletinnen, Athleten und Unified Partner sowie 611 Trainer bei Special Olympics Uruguay registriert.
Der Verband nahm 2016 an den Programmen Athlete Leadership, Young Athletes, Family Support Network, Volunteer Program, Youth Activation und Unified Sports teil, die von Special Olympics International ins Leben gerufen worden waren.

### Sportarten
Folgende Sportarten wurden 2016 vom Verband angeboten:
- Basketball (Special Olympics)
- Boccia (Special Olympics)
- Floor Hockey
- Fußball (Special Olympics)
- Handball (Special Olympics)
- Kraftdreikampf (Special Olympics)
- Leichtathletik (Special Olympics)
- Radsport (Special Olympics)
- Reiten (Special Olympics)
- Schwimmen (Special Olympics) und Freiwasserschwimmen
- Triathlon (Special Olympics)
- Turnen (Special Olympics)
- Volleyball (Special Olympics)

### Teilnahme an Weltspielen vor 2020
(Quelle: )
- 2011 Special Olympics World Summer Games, Athen
- 2013 Special Olympics World Winter Games, PyeongChang, Südkorea
- 2015 Special Olympics World Summer Games, Los Angeles, USA (73 Athletinnen und Athleten)
- 2019 Special Olympics, World Summer Games, Abu Dhabi (41 Athletinnen und Athleten)[2]

### Teilnahme an den Special Olympics World Summer Games 2023 in Berlin
Special Olympics Uruguay nahm an den Special Olympics World Summer Games 2023 teil. Die Delegation bestand aus etwa 80 Personen und wurde vor den Spielen im Rahmen des Host Town Program von Paderborn, Bad Lippspringe und Bad Wünnenberg betreut. Das Team gewann bei diesen Weltspielen drei Gold-,  zwölf Silber- und neun Bronzemedaillen.

### Teilnahme an Weltspielen nach 2023
- 2025 Special Olympics World Winter Games, Turin, Italien (8 Athletinnen und Athleten)[6]